# Geert Meyer
Geert Meyer (Groningen, 13 maart 1937 – Gulpen,15 januari 2011) was een Nederlandse schilder en tekenaar

## Leven en werk
Meyer (ook: Meijer) kreeg zijn opleiding aan de Vrije Academie in Amsterdam (1959) en de Jan van Eyck Academie in Maastricht (1960-1964). Hij kreeg les van onder meer Gerrit van 't Net,Frans Nols, Jaap Min en Ko Sarneel. 
In Maastricht was hij medeoprichter van kunstenaarsvereniging Artishock. In 1966 keerde hij terug naar zijn geboortestad, hij werd er leraar aan Academie Minerva (1967 t/m 1981). Hij was onder andere de nestor van de kunstschilder Uko Post. 
Meyer was lid van de kunstenaarsgroep Nu en later lid en voorzitter (1979-1980) van De Ploeg. Hij behoorde met onder anderen Eddy Roos, Harm van Weerden, Maria Klinkenberg en Martin den Hollander tot de groep die zich afsplitste van De Ploeg en in 1981 het 'Groninger Kunstenaars Kollektief' oprichtte. Hij was lid van de Beroepsvereniging van Beeldende Kunstenaars. Sinds 1992 woonde en werkte Meyer in Mechelen.